# Guatteria dolichophylla
Guatteria dolichophylla är en kirimojaväxtart som beskrevs av Robert Elias Fries. Guatteria dolichophylla ingår i släktet Guatteria och familjen kirimojaväxter. Inga underarter finns listade i Catalogue of Life.